# 塔拉塔耶
塔拉塔耶（法語：Talataye），是馬里的城鎮，位於該國東南部，由加奧區的安松戈省負責管轄，面積8,126平方公里，海拔高度218米，2009年人口13,907，人口密度每平方公里1.7人。